# Exeliopsis amygdala
Exeliopsis amygdala är en fjärilsart som beskrevs av Louis Beethoven Prout 1938. Exeliopsis amygdala ingår i släktet Exeliopsis och familjen mätare. Inga underarter finns listade i Catalogue of Life.